# (256) Walpurga

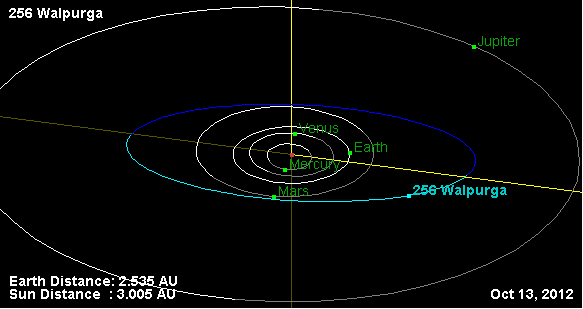
Òrbita de l'asteroide (256) Walpurga.

Walpurga és el nom que rep l'asteroide número 256, situat al cinturó d'asteroides.
Fou descobert per l'astrònom Johann Palisa des de l'observatori de Viena (Àustria), el 3 d'abril de 1886.
Rep el nom per Santa Valpurga.